# 文茜的虛擬秀
《文茜的虛擬秀》（英語：Lady Sisy's Virtual Show）是臺灣壹電視的一個電視談話性節目，於壹電視新聞台（以下簡稱「壹新聞」）與壹電視財經台（以下簡稱「壹財經」）播出。2011年1月8日至2012年3月9日，壹新聞於當地時間每周六晚上九時至九時三十分播出。主持人是陳文茜。停播後，壹電視將內容重新剪輯成《夢想驛站》重播。

## 歷任主持人
| 開始時間 | 結束時間 | 主持人     |
| -------- | -------- | ---------- |
|          |          | 陳文茜主持 |

## 節目特性
節目是以談話為出發點，並進一步邀請相關人士到節目現場對談，甚或採用電腦動畫，了解一些古今中外的人物。節目強調「可以訪談死了有一千八百年的對象」或「可以訪談『不是人』的對象」。

### 談話內容
主持人陳文茜，在一間虛擬攝影棚內訪談真實人物，以企業界、文學界及政治界的人為主，談論有關他們的理念，以輕鬆的方式進行。
而虛擬人物（英文：virtual characters）者（包括古代人或不是人的生物），則由製作單位以電腦動畫加旁白配音，營造出陳文茜與該人物的對談。虛擬人物者，如：曹操、楊貴妃、邱吉爾等人物；而不是人的生物，如：章魚哥保羅。

## 外部連結
- 文茜的虛擬秀的Facebook專頁

| 壹電視新聞台 星期六21:00－21:30 | 壹電視新聞台 星期六21:00－21:30     | 壹電視新聞台 星期六21:00－21:30 |
| ------------------------------- | ----------------------------------- | ------------------------------- |
|                                 | 文茜的虛擬秀 （2011.1.8－2012.3.9） |                                 |
| —                               | 文茜大講堂 （2012.3.－？）          |                                 |